# Champion Records
Champion Records war ein US-amerikanisches Plattenlabel. Champion war ein Sublabel von Gennett Records. Der Hauptsitz lag in Richmond, Indiana.

## Geschichte
Die ersten Champion-Platten erschienen im September 1925. Das Repertoire des Labels beschränkte auf Aufnahmen von Gennett-Künstlern - oftmals wurden die Platten unter Pseudonymen veröffentlicht, da sie zuvor bereits unter dem Gennett-Label aufgelegt wurden. Anfangs produzierte man ausschließlich für die Geschäfte der Kresge-Kette, ging später aber dazu über, Champion-Platten auch anderswo zu verkaufen.
Obwohl sich Gennett um 1930 aus dem Geschäft weitestgehend zurückzog, blieb Champion bis 1934 als Sublabel Gennetts aktiv, u. a. mit Aufnahmen von Mae Glover. 1934 wurden Gennett und Champion von der Starr Piano Company, dem Mutterunternehmen Gennetts, an Decca Records verkauft. Die wiederum sicherten sich die Rechte am Champion-Katalog und reaktivierten das Label ein letztes Mal Mitte 1935. Champion blieb unter Decca ungefähr ein Jahr im Geschäft und wurde dann aufgegeben.

## Diskographie
| 15000–16832 (1925–1934) | 33000 |